# 劉慶紅
劉慶紅（1996年4月1日—）是中國女子田徑運動員，在2016年上海馬拉松跑出2小時43分14秒，達到2017年世界田徑錦標賽馬拉松參賽標準。2017年6月，中國田徑協會發佈「我要跑奧運」系列活動，身為北京大學法學院學生（體育特長生）的劉慶紅成為中國第一位登上世界田徑錦標賽賽場的大眾選手。

## 外部連結
- 劉慶紅在的頁面